# Fabrikantmärke

Fabrikantmärken (även engelska national brands) är varumärken som skapas och ägs av samma företag som tillverkar dess produkter. Kallas även leverantörsmärkesvaror förkortning LMV. Övervägande delen av varumärkena är sådana. Exempel på fabrikantmärken är Coca-Cola och Gevalia. 
Motsatsen är distributörsmärken (även egna märkesvaror). 
Ibland finns det något där emellan som kan benämnas "kontrollerade varumärken". Då erbjuder producenten ett varumärke, som producenten äger men som kunden kan sälja, eller byta till ett eget varumärke, ett så kallat emv. Exempel på sådana varumärken är Matador Rakblad eller Personna rakblad.